# Lauterecken
Lauterecken település Németországban, Rajna-vidék-Pfalz tartományban. Lakosainak száma 2044 fő (2023. december 31.).

## Népesség
A település népességének változása:
| Lakosok száma | 2534 | 2097 | 2127 | 2071 | 1974 | 1996 | 2044 |
|               | 1975 | 2016 | 2017 | 2019 | 2021 | 2022 | 2023 |